# Nockershäuschen
Die Ortslage Nockershäuschen früher auch Nockerhäuschen und Nockenhäuschen bzw. Nokerhäuschen im Wohnquartier Höhe im Wuppertaler Stadtbezirk Vohwinkel geht auf eine alte Ortsbezeichnung zurück.

## Lage
Die Ortslage befindet sich im Süden des Stadtteils. Benachbarte Ortslagen sind: Nocken, Sonnenberg, Schieten, Dasnöckel, Roßkamp, Bies und Bracken.

## Geschichte
Nockershäuschen ist als Kotten ein kleiner Spliss von Nocken östlich des Weges der damals von Nocken nach Roßkamp und Dasnöckel führte. Der Spliss erfolgte vor 1830 in der Größe von 76,5 a und ist auf der Karte von 1824 von Poyda ohne Namensnennung verzeichnet.
Auf der Karte von 1892/94 ist die Ortslage namentlich als ‚Nokerhäuschen‘ verzeichnet. In den späten 1960er Jahren wurde nördlich von der Ortslage die Bundesautobahn 46 gebaut, und der ehemalige Verkehrsweg in nordsüdlicher Richtung fiel weg. Erschlossen wurde Nockershäuschen ab den 1930ern (ungefähr ab dieser Zeit in der Schreibweise ‚Nockerhäuschen‘) über einen Weg, der südlich die Ortslage berührte und nach Schieten im Osten führte.
Nach 1968 und vor 1974 wurde das Gebiet um Dasnöckel mit mehreren Mehrfamilien- und Hochhäusern neu bebaut, die ehemalige Straße wurde verlegt. Nun führt eine Erschließungsstraße mit dem Namen ‚Hippenhaus‘ mit neuem Verlauf erst durch die Ortslage und dann östlich in Richtung Süden vorbei. Auf der topografischen Karten (TK24) von 1968 und 1974 ist die Ortslage nun als ‚Nockenhäuschen‘ namentlich verzeichnet – danach nicht mehr.
Es ist nicht belegt, dass historische Bausubstanz sich erhalten hat.

## Die heutige Straße
An dieser Ortslage ist die Straße Hippenhaus am 14. Oktober 1974 benannt, ob damit Nockershäuschen gemeint ist lässt sich vermuten – ist jedoch nicht belegt. ‚Hippen-‘ kann als ‚Hippe‘ = „Erhöhung“ oder umgangssprachlich für Ziegen gedeutet werden.